# Willem Vroom
Wilhelmus Hermannus (Willem) Vroom (Veendam, 5 september 1850 – Amsterdam, 14 januari 1925) was een Nederlands ondernemer.

## Loopbaan
In 1881 begon hij een winkel in Amsterdam waar onder andere stoffen en kleding verkocht werden. In Amsterdam leerde hij de eveneens katholieke ondernemer Anton Dreesmann kennen. Dreesmann stelde hem voor aan de zussen van zijn echtgenote, wat ertoe leidde dat ze zwagers van elkaar werden.
Langzamerhand ging Vroom meer met Dreesmann samenwerken en op zaterdag 21 mei 1887 openden zij in de Weesperstraat in Amsterdam een gezamenlijke winkel: Magazijn De Zon, die uit zou groeien tot een landelijke keten genaamd Vroom & Dreesmann.